# Kebba Ceesay (Fußballspieler, 1987)
Kebba Ceesay (* 14. November 1987 in Bakau) ist ein gambischer ehemaliger Fußballspieler. Der Abwehrspieler lief 2007 sowohl in der schwedischen U-21-Nationalmannschaft als auch der gambischen A-Nationalmannschaft auf.

## Werdegang
Ceesay begann seine Karriere bei IK Brage. Mit der Männermannschaft des Klubs erreichte er als Nachwuchsspieler in der Spielzeit 2006 den zweiten Platz in der Division 2 Norra Svealand hinter Skiljebo SK. Parallel machte er sich für die U-21-Auswahltrainer Tommy Söderberg und Jörgen Lennartsson interessant und debütierte in einem inoffiziellen Länderspiel.
Ceesay hatte sich höherklassig interessant gemacht. Nachdem er im Oktober 2006 ein Probetraining beim Stockholmer Verein Djurgårdens IF absolviert hatte, unterschrieb er im Dezember einen bis Ende 2010 gültigen Vier-Jahres-Kontrakt beim Klub. Im Februar 2007 kam er zu seinem A-Nationalmannschaftsdebüt, als er bei der 1:2-Niederlage der gambischen Nationalauswahl gegen die luxemburgische Nationalmannschaft als Einwechselspieler zum Einsatz kam. Im August des Jahres debütierte er letztlich für seinen Klub beim 1:0-Erfolg im Derby gegen Hammarby IF in der Allsvenskan. Bis zum Saisonende viermal eingesetzt, gehörte er am Ende des Jahres zum Kader der schwedischen U-21-Auswahl beim Spiel gegen die türkische U-21-Mannschaft, bei dem er in der Startelf stand.
Nachdem Ceesay sich in seinem zweiten Jahr nicht bei Djurgårdens IF hatte durchsetzen können und hauptsächlich als Einwechselspieler eingesetzt worden war, spielte er sich im Laufe der Spielzeit 2009 in die Stammformation. Bis zum Saisonende lief er in 26 Spielen auf, davon stand er bei 22 Partien in der Startelf. Mit dem Klub belegte er den Relegationsplatz, in den Spielen gegen Assyriska Föreningen verhalf er seinem Arbeitgeber zum Klassenerhalt. Auch unter Lennart Wass und dessen Nachfolger Magnus Pehrsson war er in den folgenden Spielzeiten Stammkraft und platzierte sich mit der Mannschaft um Kasper Hämäläinen, Sebastian Rajalakso und Daniel Sjölund im hinteren Mittelfeld.
In der ersten Saisonhälfte der Allsvenskan-Spielzeit 2012 weiterhin Stammkraft, entschied Ceesay sich dennoch zum Vereinswechsel. Ende Juli gab er seinen Wechsel zum polnischen Klub Lech Posen bekannt, bei dem er einen Vier-Jahres-Vertrag unterzeichnete. 2016 kehrte er nach Schweden zurück, wo er mit Jahresbeginn 2022 seine Karriere beendete.